# 朝陽りさ
朝陽 りさ（あさひ りさ、Risa Asahi、1996年1月10日 - ）は、日本のモデル、タレント、DJ、女優。身長163cm。A型。LEMOL所属。

## 来歴
栃木県出身。2020年より活動をスタート。趣味は旅行、DJ、ゲーム。

## 出演

### TV
- 「ゴーちゃん。Lab ロハス製薬篇」（2021年8月15日、テレビ朝日）
- 「ゴッドタン」（2021年11月13日、テレビ東京）[1]
- 「ルヴァンカップ特別番組 Message」（2021年10月25日、フジテレビ）
- 「財閥復讐～兄嫁になった元嫁へ～」（2025年1月13日、テレビ東京）

### CM
- 花王「ビオレワン」

### WEB
- 「ボクがキレイにしてあげる 第2弾」（YouTube）
- 「colutte games channel」[2]

### MV
- 高城れに『SKY HIGH』[3]